# Ajuste vertebral

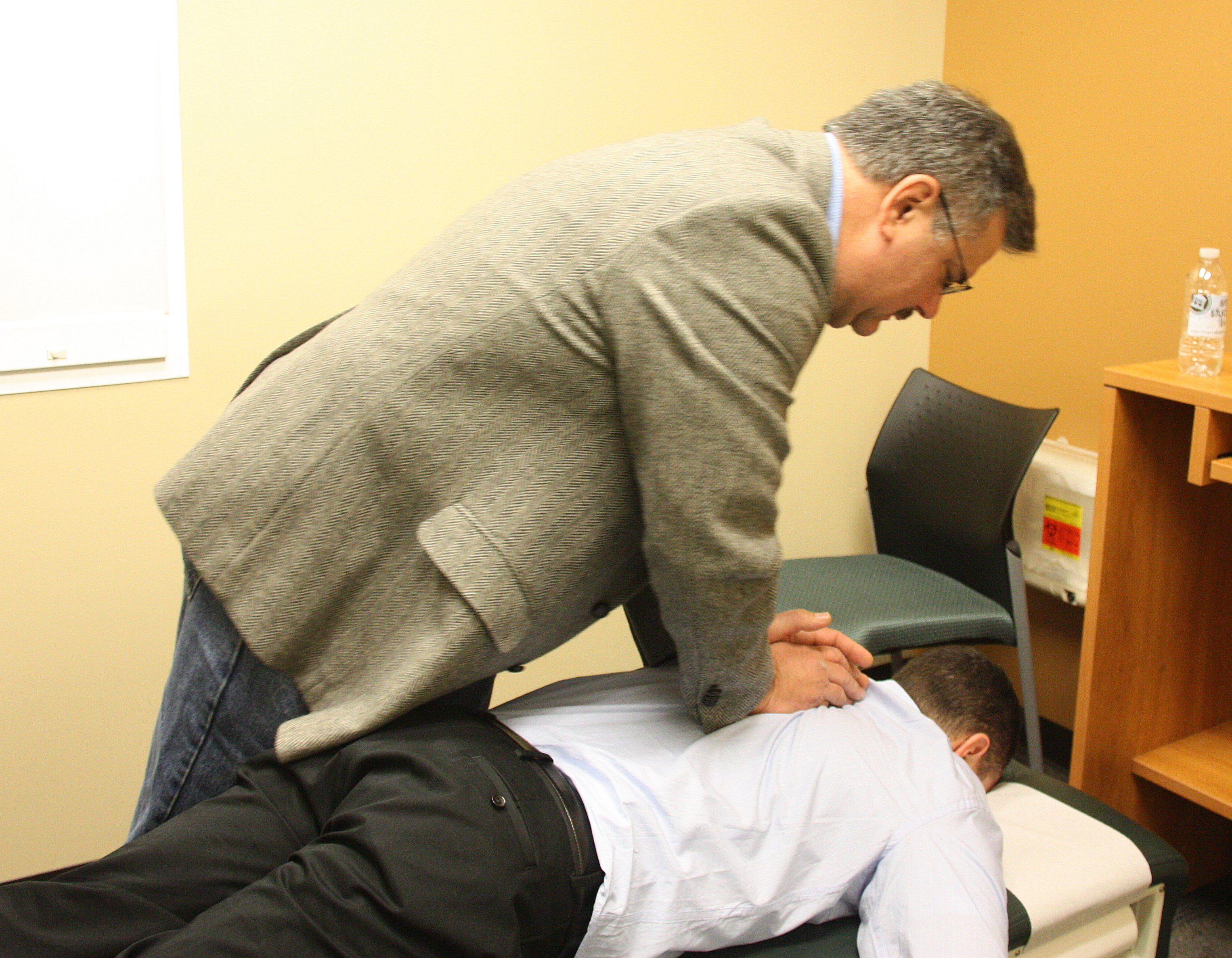
Ajuste espinal quiropráctico.

El ajuste vertebral es la principal técnica empleada en la quiropráctica. Consiste en aplicar una fuerza específica y controlada, en una dirección concreta, en la vértebra que provoca una "subluxación vertebral". La técnica más común consiste en un impulso de alta velocidad y baja amplitud (AVBA).
El ajuste vertebral está asociado frecuentemente con un reconocible "crack". Este sonido no es producido por el hueso, si no es una burbuja de gas que sale del líquido sinovial debido a la baja presión que existe cuando las superficies articulares se separan.[cita requerida]
La diferencia entre los ajustes y las movilizaciones que hacen otros terapéutas manuales es que estas últimas son técnicas más lentas o de baja velocidad en las cuales la articulación permanece dentro de su amplitud pasiva de movimiento, mientras que los ajustes son técnicas más rápidas o de alta velocidad que mueven la articulación más allá del límite de amplitud pasiva, siendo mayor la amplitud del movimiento.[cita requerida]

## Técnicas
Existen muchas técnicas para realizar un ajuste. En la mayoría de se utilizan las manos para aplicar el impulso. La diferencia entre las técnicas consiste en su enfoque en la columna vertebral. Algunas se enfocan únicamente en las cervicales superiores (Upper Cervical/Hole-in-One), otras en el sacro (Logan), otras utilizan instrumentos para realizar el ajuste (Activador, SOT), y otras combinan varias técnicas.
Para realizar las técnicas se utilizan camillas y sillas de diseño específico.  Los ajustes vertebrales se realizan en distintas posturas, utilizando las fases de la respiración o distintos movimientos del cuerpo para favorecer su integración neurológica, actuar tanto sobre la columna vertebral y cráneo como sobre otras zonas del cuerpo, etc.[cita requerida]

## Objetivo
Las bases tradicionales de la quiropráctica afirman que la mayor parte de las enfermedades humanas son causadas por la desalineación de la columna vertebral ("subluxación vertebral"), que presionan los nervios circundantes y "bloquean el flujo de una energía natural a través del cuerpo", interfieriendo con la función del organismo y su "inteligencia innata". Ninguno de estos conceptos ni teorías fundamentales de la quiropráctica está respaldado por pruebas científicas.
En 1895, David Daniel Palmer postuló que existe una supuesta "inteligencia innata" que controla una supuesta "energía" o "fuerza vital" que, según las teorías de los curanderos magnéticos de la época, permite que el cuerpo se cure a sí mismo. Según Palmer, dicha "inteligencia innata" regula todas las funciones del organismo pero, en presencia de una "subluxación de la médula espinal", el flujo de la "energía" se bloquea, causando todo tipo de trastornos de salud. Palmer estaba convencido de que el 95% de todas las enfermedades son causadas por vértebras desplazadas y el resto, por luxaciones de otras articulaciones. Palmer desarrolló las técnicas de manipulación con el objetivo de desbloquear el flujo de esta "energía" y permitir la autocuración del organismo. Ninguna de estas teorías puede cuantificarse mediante ningún método científico.
Los quiroprácticos utilizan los ajustes vertebrales principalmente para el tratamiento de los dolores de espalda y cuello, pero muchos pretenden poder tratar otros trastornos de salud, tales como el asma, los trastornos digestivos, la migraña, los cólicos del bebé y los dolores menstruales, entre otros muchos. No obstante, no se ha demostrado la efectividad los ajustes vertebrales para el tratamiento de ningún trastorno de salud, con la posible excepción del alivio del dolor lumbar crónico.

## Efectividad
Los ajustes vertebrales pueden ser efectivos para aliviar el dolor lumbar crónico, si bien no se ha podido confirmar ni refutar que sea más eficaz que los tratamientos de la Medicina convencional. No hay evidencias suficientes que respalden su efectividad en otras enfermedades que afectan a los huesos, las articulaciones o los tejidos blandos, por lo que no existe base para recomendar el ajuste vertebral como tratamiento en estos casos, y no hay ninguna evidencia de su efectividad para tratar ningún otro trastorno de salud.

## Seguridad
No está establecida la seguridad de los ajustes vertebrales. La tasa real de eventos adversos es desconocida ya que se subnotifican. Los ajustes vertebrales producen con frecuencia efectos adversos transitorios moderados o leves (aproximadamente en el 50% de los casos). La incidencia de las complicaciones graves, entre las que se incluyen hemorragia subaracnoidea, paraplejia y muerte, es probablemente rara, si bien no se conocen los datos reales debido a que la gran mayoría de los casos no se comunican ni documentan en la literatura médica.
A pesar de los esfuerzos realizados para que los estudios utilicen una metodología adecuada y las recomendaciones dictadas en las guías CONSORT 2010, y que se ha producido un aumento en la notificación de complicaciones derivadas de los ajustes vertebrales, una revisión sistemática de septiembre de 2016 concluye que el nivel de notificación de los efectos adversos es "inadecuado e inaceptable".
Existe controversia respecto al nivel de riesgo de ictus en los ajustes vertebrales cervicales. Se ha sugerido que la relación es causal, lo que ha sido disputado por muchos quiroprácticos que creen que no se ha demostrado.
Además de por quiroprácticos, las técnicas de manipulación, movilización articular y masaje son practicadas también por fisioterapeutas, osteópatas y algunos médicos. Los efectos adversos graves, como la muerte tras la manipulación del cuello, ocurren con mayor frecuencia cuando la manipulación es realizada por un quiropráctico, en comparación con fisioterapeutas, osteópatas, médicos u otros profesionales de la salud.